# خوان ایگناسیو دیاز
خوان ایگناسیو دیاز (انگلیسی: Juan Ignacio Díaz؛ زادهٔ ۲۶ مهٔ ۱۹۹۸) بازیکن فوتبال است.
از باشگاه‌هایی که در آن بازی کرده‌است می‌توان به باشگاه فوتبال استودیانتس اشاره کرد.